# Sawang Daen Din (huyện)
Sawang Daen Din (tiếng Thái: สว่างแดนดิน) là một huyện (Amphoe) ở phía tây của tỉnh Sakon Nakhon, đông bắc Thái Lan.

## Địa lý
Các huyện giáp ranh (từ phía bắc theo chiều kim đồng hồ) là: Charoen Sin, Wanon Niwat, Phang Khon, Waritchaphum, Song Dao của tỉnh Sakon Nakhon, Chai Wan, Nong Han, Thung Fon và  Ban Dung của tỉnh Udon Thani.

## Lịch sử
Tiền thân của huyện là Mueang Sawang Daen Din, which đã được chuyển thành an Amphoe trong đợt cải cách hành chính thesaphiban khoảng năm 1900.
Năm 1939, đơn vị này đã được đổi tên từ Ban Han thành Sawang Daen Din.

## Hành chính
Huyện này được chia thành 16 phó huyện (tambon), các đơn vị này lại được chia ra thành 178 làng (muban). Có hai thị trấn (thesaban tambon) - Sawang Daen Din nằm trên một phần của tambon Sawang Daen Din, và Don Chiang nằm trên một phần của tambon Waeng. Có 16 Tổ chức hành chính tambon.
| STT. | Tên             | Tên Thái  | Số làng | Dân số |  |
| ---- | --------------- | --------- | ------- | ------ |  |
| 1.   | Sawang Daen Din | สว่างแดนดิน | 25      | 28,817 |  |
| 3.   | Kham Sa-at      | คำสะอาด   | 12      | 10.739 |  |
| 4.   | Ban Tai         | บ้านต้าย    | 7       | 6.289  |  |
| 6.   | Bong Nuea       | บงเหนือ    | 11      | 10.534 |  |
| 7.   | Phon Sung       | โพนสูง     | 9       | 5.767  |  |
| 8.   | Khok Si         | โคกสี      | 13      | 11.149 |  |
| 10.  | Nong Luang      | หนองหลวง  | 11      | 7.940  |  |
| 11.  | Bong Tai        | บงใต้      | 13      | 9.885  |  |
| 12.  | Kho Tai         | ค้อใต้      | 10      | 6.853  |  |
| 13.  | Phan Na         | พันนา      | 12      | 7.044  |  |
| 14.  | Waeng           | แวง       | 10      | 10.608 |  |
| 15.  | Sai Mun         | ทรายมูล    | 8       | 6.833  |  |
| 16.  | Tan Kon         | ตาลโกน    | 11      | 6.091  |  |
| 17.  | Tan Noeng       | ตาลเนิ้ง    | 9       | 5.034  |  |
| 20.  | That Thong      | ธาตุทอง    | 8       | 5.614  |  |
| 21.  | Ban Thon        | บ้านถ่อน    | 9       | 7.700  |  |

Các con số không có trong bảng này là tambon nay tạo thành huyện Charoen Sin.